# Ellen Kuipers
Ellen Kuipers (Hattem, 8 april 1971) is een Nederlands voormalig hockeyster, die op aanvalsposities opereerde. Kuipers speelde 94 officiële interlands (32 doelpunten) voor de Nederlandse vrouwenhockeyploeg.
Zij speelde haar eerste interland op 17 juni 1994: Nederland-Spanje 2-1. Haar laatste interland speelde ze op 31 mei 1998: Nederland-Australië 2-3.
Kuipers speelde achtereenvolgens voor Hattem, Kampong en Zwolle.
Dillianne van den Boogaard · 
Mijntje Donners · 
Willemijn Duyster · 
Stella de Heij · 
Noor Holsboer · 
Fleur van de Kieft · 
Nicky Koolen · 
Ellen Kuipers · 
Jeannette Lewin · 
Suzanne Plesman · 
Wietske de Ruiter · 
Florentine Steenberghe · 
Margje Teeuwen · 
Carole Thate · 
Jacqueline Toxopeus · 
Suzan van der Wielen ·
Coach: Tom van 't Hek